# Náprstkova (Praha)
Náprstkova ulice na Starém Městě v Praze spojuje ulici Karoliny Světlé a Betlémské náměstí. Nazvána je podle českého patriota a mecenáše Vojtěcha Náprstka (1826-94), který na Betlémském náměstí založil muzeum asijských, afrických a amerických kultur.

## Historie a názvy
Od 14. století je název ulice "Zlatá" podle zde pracujících zlatníků a šperkářů. Název "Náprstkova" dostala v roce 1894 a Zlatá je od té doby sousední ulice, která spojuje Anenské náměstí s Jilskou ulicí.

## Budovy, firmy a instituce
- Palác Pachtů z Rájova - palácový komplex s adresami Anenské náměstí 4, Karoliny Světlé 34, Náprstkova 1 a Stříbrná 1
- U zlatého Václava - Náprstkova 2[4]
- U Zlaté lodi - Náprstkova 4[5]
- Dům U Sv. Cecílie - Náprstkova 6
- Dům U Slámů - Náprstkova 7, U Dobřenských[6]